# Émile Bin
Emile Jean Baptiste Philippe Bin (10 de febrero de 1825, París - 4 de septiembre de 1897, Marly-la-Ville) fue un pintor francés.

## Biografía
Estudió en la Academia de Bellas Artes de París, con Nicolas Gosse, y Konya Léon. Debutó en 1845 como retratista siendo posteriormente más conocido por sus pinturas de temas mitológicos, especialmente las pinturas de Hércules (1866) y Prometeo (1869). Decoró la gran sala del Escuela Politécnica Federal de Zúrich (1865 - 1870, en colaboración con el arquitecto Gottfried Semper) o el teatro de Reims entre otros edificios.
Algunos de sus alumnos fueron Charles Léandre y Paul Signac.

## Obra
- Retrato de M. F. Adam.
- Ecce homo, 1846.
- Mort du Christ, 1847.

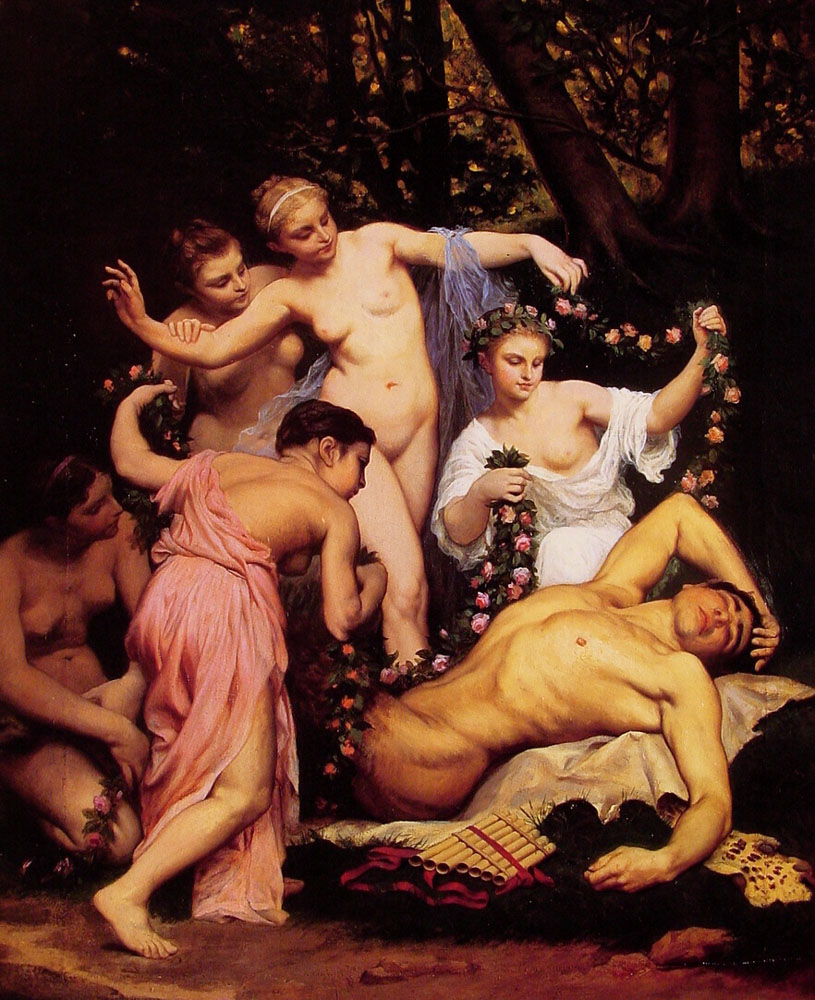
Fauno sorprendido por las ninfas, 1870.

- Retrato de M. et de Mlle V..., 1848.
- Retrato de M. Ch. V..., 1848.
- Retrato de Mlle Marie F...,  1849.
- Retrato del général Sauboul, entre 1847 y 1849.
- Retrato de M. le général de Castellane,  1850.
- Retrato de M. et Mme ..., 1850.
- Retrato de M. L. de L..., 1850.
- Retrato del cónsul Fourcade, 1852.
- Samson et Dalila, 1852.
- Jésus enfant sur les genoux de la sainte Vierge, 1853.
- Retrato de M. le maréchal Vaillant.
- Retrato de Napoleón III, 1855.
- Baptême de Clovis.
- Martyre de saint Pothin, 1859.
- Retrato de Son Excellence le maréchal comte de Castellane, expuesto en el Salón de 1859.
- La Charité,  expuesto en el Salón de 1859.
- Pœoete non dolet.
- La muerte de Orfeo.
- Sainte Anne et saint Joachim, 1864 (para la iglesia Saint-Nicolas-du-Chardonnet).
- Atalante et Hippomène, 1864.
- Jésus reconnu par Sainte-Madeleine dans le jardin du sépulcre, 1865.
- Persée et Andromède, 1867.
- Hercule, frappé de démence, tue ses enfants et Mégare, leur mère, 1866.
- L'Illyssus et Le Céphise, 1867.
- Naissance d’Ève, 1868.
- Minerve, Thésée et Hercule, 1868.
- Prométhée enchaîné, 1870.